# Biantes albimanus
Biantes albimanus е вид паякообразно от семейство Biantidae. Видът е застрашен от изчезване.

## Разпространение
Разпространен е в Сейшели.